# Saunders-Roe Skeeter
A Saunders-Roe Skeeter egy kétüléses kiképző és felderítő helikopter volt, melyet a brit Saunders-Roe („Saro”) fejlesztett és gyártott.
A Skeeter fejlesztését eredetileg a Cierva Autogiro Company kezdte Cierva W.14 jelölés alatt. Miután a Saunders-Roe magába olvasztotta a Cierva vállalatot, elhatározta, hogy folytatja annak megkezdett munkáit, beleértve a Skeeter fejlesztését is. Kezdetben nem nagy érdeklődés övezte az új típust, mivel a brit hadsereg a rivális Fairey Ultra-light Helicoptert választotta rendszeresítésre és rendelt is belőle. A helyzeten a Bundeswehr változtatott, mivel szándékában állt nagyobb számú Skeetert vásárolni. Ezt követően a britek törölték rendelésüket az Ultra-light Helicopterre, helyette a Skeetert választották, amely egyben garantálta a német rendelést is.
Az 1950-es években a Skeetert rendszeresítette a brit Army Air Corps, a német haditengerészet és a német hadsereg. Ez volt az első helikoptertípus, melyet az Army Air Corps használt. Később tervezték a Skeeter egy gázturbinával felszerelt változatának gyártását, de végül a fejlesztés alatt álló Saro P.531-est választották a célra.

## Tervezet
A Saunders-Roe Skeeter egy könnyű fémszerkezetű, kétüléses, egy hajtóműves helikopter. Többcélú repülőgépnek tervezték, ezen belül elsősorban könnyű polgári feladatokra, illetve katonai alkalmazásban légi megfigyelésre és pilótaképzésre szánták. Kezelhetősége nagy mértékben megegyezett a kor más hasonló méretű forgószárnyas típusaival, egyszerű felépítése, robusztussága és megbízhatósága miatt kiképző gépnek is alkalmas volt.
Kialakításában hagyományosnak mondható, meghajtásáról egy darab dugattyús motor gondoskodik, ami egy háromlapátos főrotort és egy háromlapátos farokrotort forgat. A fő rotorlapátok kompozit anyagból készültek, melyek egyszerűek és költséghatékonyak voltak. Ezek felváltására a Saunders-Roe gyártott könnyű fémötvözetből készült rotorlapátokat is, melyek jobb aerodinamikai tulajdonságokkal és nagyobb teljesítménnyel rendelkeztek. A futómű fix tricikli elrendezésű volt.
A Skeeter kétfős személyzete egy zárt plexiüvegből készült pilótafülkében foglalt helyet, amely ajtajai leszerelhetőek voltak. A pilótafülke kialakítását nagyban befolyásolta a Skeeter fejlesztésénél támasztott igény, miszerint a gép légi megfigyelési pontként is alkalmazható.

## Változatok
- Cierva W.14 Skeeter 1 – az eredeti tervezet, 1948. október 8-án repült először, meghajtását egy 106 lóerős (79 kW) Jameson FF–1 motor végezte. Farokrészének keresztmetszete háromszög alakú. Egy példány készült.
- Cierva W.14 Skeeter 2 – 1949-ben repült először. Motorja egy 145 lóerős (108 kW) Gipsy volt. A földön állva rotorlapátjai rezonanciát okoztak, aminek következtében a gép végül szétrázta magát. Farokrészének keresztmetszete kerek volt, jövőbeli változataihoz hasonlóan. Egy darabot építettek belőle.
- Skeeter 3 – Úgyszintén a de Havilland Gipsy motorral készült. A Mark 3B a 180 lóerős (130 kW) Blackburn Cirrus Bombardier motorral rendelkezett. Kettő példányt készítettek. A brit hadsereg nem rendelt belőle.
- Skeeter 4 – A Brit Haditengerészet számára készült, de elutasították. Kialakításában hasonló a Skeeter 2 és 3 változatokhoz. A Mark 3B-vel egy időben készült.
- Skeeter 5 – Hasonló a korábbi változatokhoz. Egy darab készült.
- Skeeter 6 – Három prototípus készült. Egyikük, a Mark 5 változat volt Gipsy Major 201 üzemanyag-injektoros motorral átépítve a légi alkalmassági engedély megszerzéséhez.
  - Skeeter AOP.10 – Három darab nullszériás kísérleti példány készült a brit hadsereg számára.
  - Skeeter T.11 – Egy darab kiképzőpéldány készült a Brit Királyi Légierő számára.
- Skeeter 7 – 215 lóerős (160 kW) Gipsy Major 150 motorral ellátott változat. Ez a variáns volt a legsikeresebb Skeeter változat. 64 darab készült, melyek a brit Army Air Corps kötelékébe kerültek.
  - Skeeter AOP.12 – Légi megfigyelő platform változat a Brit Army Air Corps részre és kiképző változat a Brit Királyi Légierő számára.
  - Skeeter T.13 – A Brit Királyi Légierő számára készült kiképző változat.
- Skeeter 8 – A Skeeter 7-hez hasonló kialakítású kereskedelmi változat 215 lóerős (160 kW) Gipsy Major motorral. Mindössze egy darab készült el, további kettő félbehagyott példánnyal.
- Skeeter Mk.50 – A Skeeter 7 export változata, melyet a német légierő számára gyártottak. Hat darab került leszállításra.
- Skeeter Mk.51 – A német haditengerészet számára gyártott export változat. Négy darab készült.

## Üzemeltetők
Egyesült Királyság
- Army Air Corps
- Brit Királyi Légierő

 Németország
- Német Hadsereg
- Marineflieger

 Portugália
- Portugál Légierő

Hat darab Skeeter Mk.50 és négy darab Skeeter Mk.51 került a portugál légierőhöz Németországból. A helikopterek 1961 júliusában kerültek Portugáliába és mivel nem voltak üzemképesek az OGMA vállalatnál kerültek raktározásra. Cserealkatrészek hiányában rendbehozatalukról lemondtak, majd eladták a gépeket.

## Műszaki adatok (Skeeter AOP.12)

### Geometriai méretek és tömegadatok
- Hossz: 8,12 m
- Rotorátmérő: 9,75 m
- Magasság: 2,89 m
- Forgásterület: 74,7 m²
- Üres tömeg: 751 kg
- Maximális felszálló tömeg: 998 kg

### Hajtóművek
- Hajtóművek száma: 1 darab
- Típusa: de Havilland Gipsy Major 215 négyhengeres léghűtéses motor
- Teljesítmény: 160 kW (215 LE)

### Repülési jellemzők
- Maximális sebesség: 175 km/h
- Utazósebesség: 171 km/h
- Maximális hatótávolság: 418 km
- Szolgálati csúcsmagasság: 3901 m
- Emelkedési sebesség: 5,8 m/s
- Repülési idő: 3 óra

## Fordítás
Ez a szócikk részben vagy egészben  a   Saunders-Roe Skeeter című angol Wikipédia-szócikk ezen változatának fordításán alapul.  Az eredeti cikk szerkesztőit annak laptörténete sorolja fel. Ez a jelzés csupán a megfogalmazás eredetét és a szerzői jogokat jelzi, nem szolgál a cikkben szereplő információk forrásmegjelöléseként.